# Sabina Orellana
Sabina Orellana Cruz (Vacas, Cochabamba, Bolivia; 11 de julio de 1970) es una radialista, sindicalista y política boliviana, de origen quechua que ocupó el alto cargo de Ministra de Culturas, Descolonización y Despatriarcalización de Bolivia desde el 20 de noviembre de 2020 hasta el 5 de marzo de 2024 durante el gobierno del presidente Luis Arce Catacora. Fue diputada de la Asamblea Legislativa de la República Plurinacional de Bolivia. Es miembro de la Confederación «Bartolina Sisa».

## Biografía
De origen quechua, proviene de la comunidad de Pajchapata del municipio de Vacas, de la provincia de Arani, en Cochabamba. Desde 1985 cuando cumplió 15 años formaba parte del Club de Madres que más tarde se llamó Central de Mujeres de Vacas. Allí empezó su activismo sindical, explica. «Me ha motivado la discriminación, la humillación que sufría mi mamá en mi comunidad y en mi casa. Eso es lo que más me motivó a seguir, a luchar y exigir que haya respeto para las mujeres especialmente. También en mi familia sufrimos violencia intrafamiliar de parte de mi papá.»
De 1993 a 2004 trabajó en la radio. Fue reportera de Radio Chualake ocupándose de temas de medio ambiente, municipios, educación, salud y género. Además de trabajar en la radio asumía sus responsabilidades como dirigente de la Federación Departamental de Mujeres de Cochabamba.
Formó parte de la Federación Departamental de Mujeres Campesinas de Cochabamba “Bartolina Sisa” entre los años 2005 y 2008 ocupando un cargo en la organización matriz, que es a nivel nacional, de la Confederación Nacional de Mujeres Campesinas Indígenas Originarias de Bolivia “Bartolina Sisa”.
En la vida política formal formó parte desde los años 1995 del Instrumento Político por la Soberanía de los Pueblos que hoy es el MAS
Técnica de la Escuela de Gestión Pública Plurinacional, también ejerció como secretaría de desarrollo humano integral en el Gobierno Autónomo Departamental de Cochabamba y fue Coordinadora de la Región del Cono Sur (Corescosur). Fue diputada suplente INCCA por dicho departamento asumiendo el escaño entre 2006 y 2009. Sabina Orellana es una mujer líder de la nación quechua. Miembro de la Confederación «Bartolina Sisa».

### Ministra de Estado
El 20 de noviembre de 2020, el presidente Luis Arce Catacora designó a la comunicadora y locutora de radio Sabina Orellana como la nueva ministra de Culturas, Descolonización y Despatriarcalización.

## Posiciones políticas
Algunos minutos después de haber sido posesionada en el alto cargo ministerial, Sabina Orellana anunció una investigación contra los grupos de la "Unión Juvenil Cruceñista (UJC)" y la "Resistencia Juvenil Cochala (RJC)" por haber incurrido en racismo y discriminación hacia la mujer indígena durante los años 2019 y 2020. Además, Orellana declaró que durante su gestión en el ministerio, ella hará prevalecer el símbolo de la Wiphala e inculcará su significado en toda la población boliviana, pues lamentó mucho que este símbolo patrio haya sido quemado durante la crisis política en Bolivia de 2019 después de la renuncia del presidente Evo Morales Ayma.
El 19 de mayo de 2020, la ministra Sabina Orellana pidió públicamente al ministerio de relaciones exteriores que proceda a cortar las relaciones entre Bolivia y Estados Unidos, debido a que el país norteamericano estaría otra vez "agrediendo la soberanía" de Bolivia.
Asimismo, Sabina Orellana declaró que ella está en contra de los concursos de belleza debido a que estos exponen a las mujeres como "un objeto". Además de que según ella, estos concursos de belleza no son bien vistos por la mujer indígena ni por los usos y costumbres de los pueblos indígenas.